# Ferrocarril de Vapor de Dartmouth
El Ferrocarril de Vapor de Dartmouth (nombre original en inglés: Dartmouth Steam Railway), anteriormente conocido como Ferrocarril de Vapor de Paignton y Dartmouth ("Paignton and Dartmouth Steam Railway"), es un tren histórico que opera sobre un recorrido de 6,7 millas (10,8 km) de longitud sobre el antiguo ramal del Great Western Railway entre Paignton y Kingswear en Devon, Inglaterra. Gran parte del negocio del ferrocarril proviene de los veraneantes alojados en los centros turísticos de Torbay que viajan a Kingswear, donde el Ferry de Pasajeros de Dartmouth los lleva a través de río Dart hasta Dartmouth.
La línea es propiedad y está operada por la empresa Dart Valley Railway Limited, que también es propietaria de la naviera Dart Pleasure Craft Limited, que opera el ferry de pasajeros de Dartmouth, así como cruceros fluviales y costeros. El ferrocarril y los servicios de autobús y barco de conexión se promocionan conjuntamente como la Compañía del Ferrocarril de Vapor de Dartmouth y de los Barcos del Río".
Inusualmente entre los ferrocarriles tradicionales, su explotación no depende de personal voluntario ni de donaciones, aunque algunos voluntarios colaboran en la Estación de Churston.

## Historia

### Ramal de Kingswear

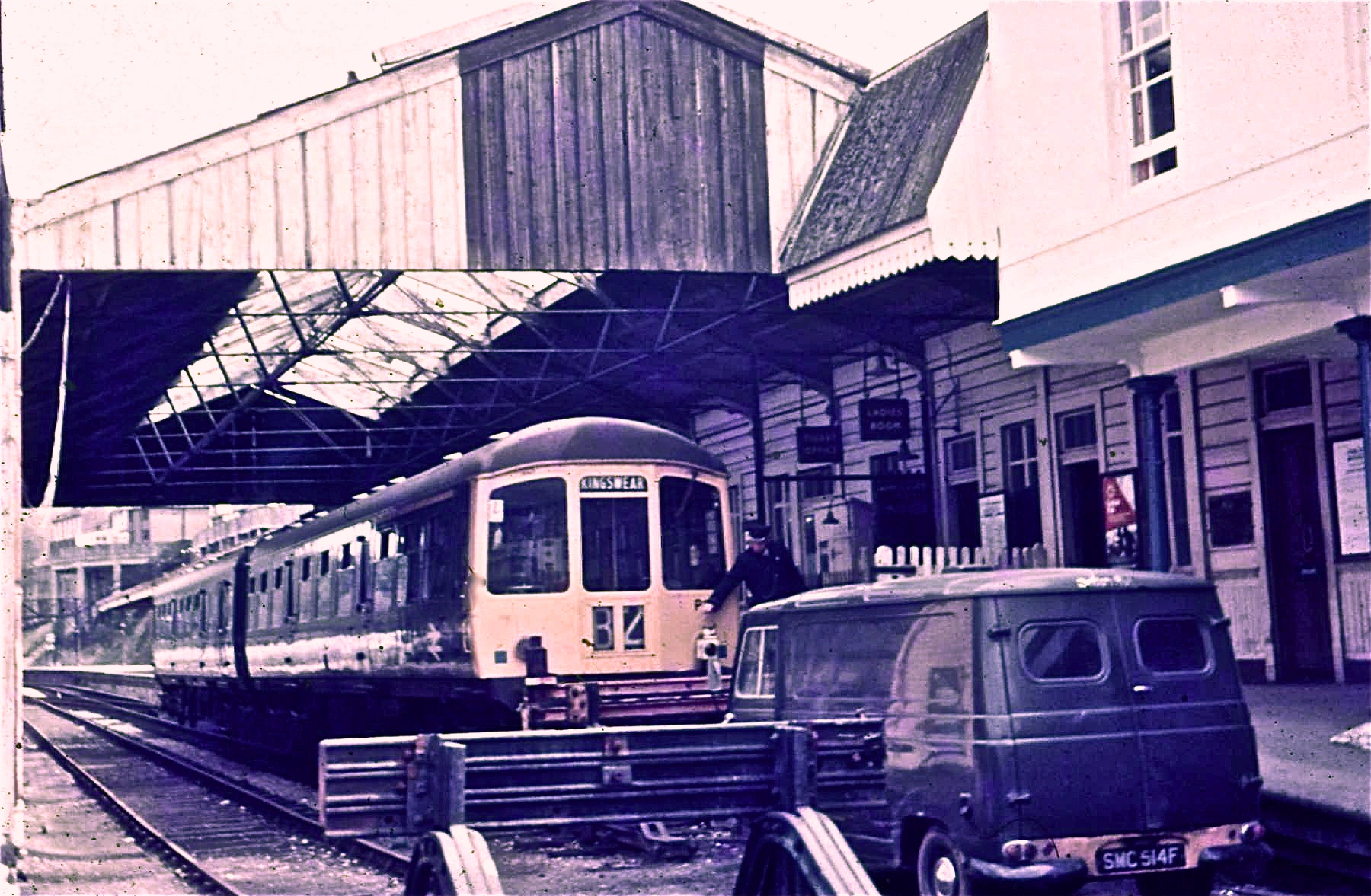
Locomotora British Rail Clase 103 en Kingswear (1972)

La línea fue construida por el Ferrocarril de Dartmouth y Torbay. Se abrió hasta Brixham Road el 14 de marzo de 1861 y hasta Kingswear el 10 de agosto de 1864. El Ferrocarril de Dartmouth y Torbay siempre fue operado por el Ferrocarril del Sur de Devon y se fusionó con él el 1 de enero de 1872, aunque poco después el propio Ferrocarril del Sur de Devon se fusionó a su vez con el Great Western Railway el 1 de febrero de 1876. Brixham Road se convirtió en una esta estación de enlace y pasó a llamarse "Churston" el 1 de enero de 1868, cuando el Ferrocarril de Torbay y Brixham (una compañía independiente) abrió su corta línea. Había pasos a nivel en Sands Road, Paignton, Tanners Road, Goodrington y en la aproximación al ferry de Dartmouth.
El 18 de octubre de 1877 se abrió una nueva parada, de menos de un coche de largo, en el paso a nivel que conduce al ferry de Dartmouth, denominada Kingswear Crossing Halt, o más adelante, Britannia Halt, para que el Príncipe de Gales llevara a sus hijos cuando ingresaron en el colegio naval basado en el HMS Britannia, que estaba amarrado cerca del río. En años posteriores, el apeadero era utilizado principalmente por los trabajadores que acudían al astillero Philip and Sons en Noss. Posteriormente, en tiempos del ferrocarril patrimonial, su coste de mantenimiento no podía justificarse, y fue demolido.
La línea era de vía única excepto por una vía de apartado pasante situada en Churston. El ferrocarril se había construido originalmente utilizando vías de gran ancho (de 7 pies 1/4 plg (2140 mm)), pero el 21 de mayo de 1892 se convirtió al ancho estándar (de 4 pies 8,5 plg (1435 mm)). Había viaductos de mampostería en Broadsands, Hookhills y Greenway. Al sur del túnel de Greenway, el ferrocarril salvaba dos arroyos con sendos viaductos de madera bajos (el de Longwood medía 200 yardas (183 m) de largo y el de Noss 170 yardas (155 m)). Estos puentes se demolieron después de que la línea se trasladara aguas arriba el 20 de mayo de 1923, lo que permitió la expansión entre los arroyos del astillero Philip and Son, al que se abrió un apartadero en 1929. La junta del GWR autorizó duplicar la línea desde el viaducto de Greenway hasta la parada de Britannia, y el desvío se construyó para modificar el ancho de la vía, pero nunca se llevó a cabo la duplicación. Hubo otro viaducto de madera en Waterhead Creek, el de Kingswear, que fue reemplazado por un viaducto de hormigón y acero de doble vía en 1928, después del cual se pudieron utilizar las locomotoras más pesadas por toda la línea. En Kingswear se instaló una plataforma giratoria y un cobertizo para la locomotora. El cobertizo fue demolido en 1929, cuando el andén se amplió a su longitud actual de 850 pies (259,1 m).
Se abrió una estación en Goodrington Sands, al sur de Paignton, el 9 de julio de 1928. También se aprobó una segunda parada en Broadsands, aunque se mantiene un debate sobre si realmente llegó a construirse. C.R. Potts parece haber resuelto la cuestión con nueva evidencia para demostrar que no fue construida. Park Sidings se abrió junto a la Estación de Paignton en 1930 con el fin de disponer de más espacio para el material rodante. Se abrió un depósito de mercancías al sur de la estación al año siguiente, y la vía se duplicó hasta Goodrington Sands.
El Great Western Railway se nacionalizó el 1 de enero de 1948, pasando a formar parte de British Rail. En 1956 se abrieron en Goodrington más apartaderos de vagones para manejar el tráfico pesado los sábados de verano, cuando se completó el puente de carretera en Tanners Road, que se comenzó antes de la Segunda Guerra Mundial. Una mesa giratoria se puso en servicio allí al año siguiente.
El informe del Plan Beeching (el "Informe Beeching") fue publicado por la dirección de British Railways en 1963. Incluía los resultados de una estudio que enumeraba las estaciones en tres categorías por ingresos anuales: Rojo (hasta £ 5000); Azul (£ 5000 a £ 25000); y Verde: (más de £ 25000). Paignton estaba en la categoría Verde, con las estaciones de Goodrington Sands, Churston, Kingswear y Dartmouth todas en la categoría Azul. Brixham estaba en la categoría Roja. Como resultado, no se propuso el cierre de la línea, aunque se indicó que podía estar sujeta a "modificación".
Excepto en temporada alta, la mayoría de los servicios de trenes desde el 18 de abril de 1966 operaron como un servicio de lanzadera desde Paignton. Los trenes dominicales se retiraron a partir del 24 de septiembre de 1967, aunque algunos circularon durante el verano del año siguiente. El ramal de Brixham se cerró el 13 de mayo de 1963 y la vía de apartado para el cruce de trenes de Churston se cerró el 20 de octubre de 1968.

### Ferrocarril patrimonial

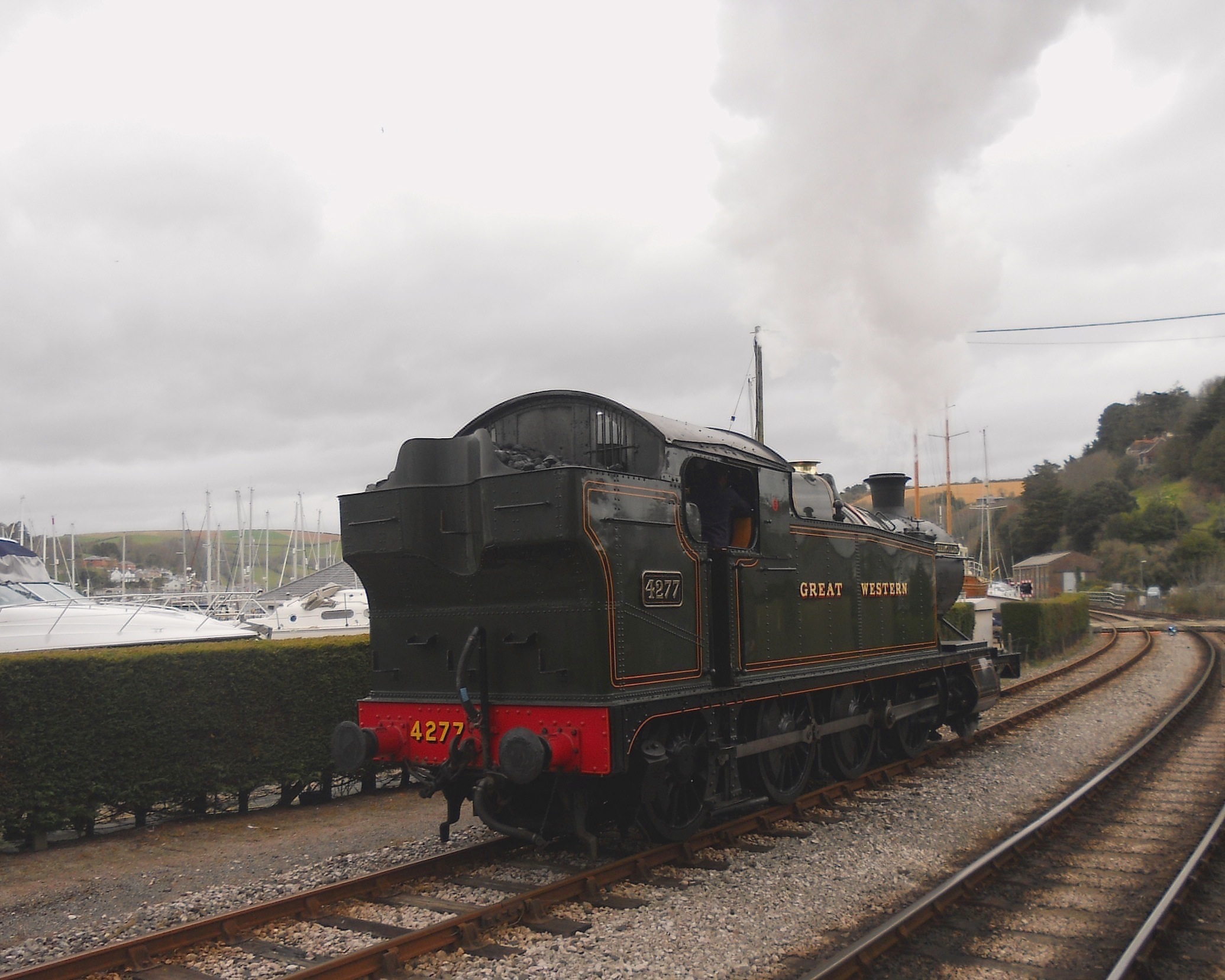
Locomotora GWR 2-8-0T No. 4277 'Hercules' en Kingswear

En 1968 se propuso formalmente al Departamento de Transporte que la línea de Paignton debía cerrarse por completo, con costos de £ 54.500 e ingresos de £ 17.100 sin incluir los ingresos de los pasajeros recibidos. Sin embargo, una carta del Gerente de División en Bristol a la sede regional en Paddington del 11 de diciembre de 1968 indicó que los ingresos contributivos eran de 54.000 libras esterlinas, lo que mostraba una ganancia de 16.600 libras esterlinas. El Comité Consultivo de Usuarios del Transporte aprobó el cierre sujeto a la disponibilidad de servicios de autobús sustitutivos adecuados, pero el cierre no se llevó a cabo en ese momento. Durante 1971/2, se mantuvieron conversaciones entre la Región Oeste de British Rail y la empresa Dart Valley Light Railway Ltd sobre la posibilidad de adquirir el ferrocarril. BR calculó las pérdidas en 47.000 libras esterlinas, aunque todavía no había ninguna asignación para los ingresos contributivos. La línea se cerró oficialmente el 28 de octubre de 1972, pero BR ejecutó un servicio de unidades múltiples diésel en nombre de DVLR, subvencionado por el Consejo del Condado de Devon.
El 30 de diciembre de 1972, la línea se vendió a la Dart Valley Light Railway Ltd, que en ese momento operaba el cercano tren histórico que posteriormente se convirtió en el Ferrocarril del Sur de Devon patrimonial. Se operó un servicio de invierno desde el 1 de enero de 1973, principalmente para los alumnos de la Churston Grammar School. Hubo dos servicios matutinos y dos vespertinos, que pronto se complementaron con un servicio al mediodía en cada sentido, ya que la locomotora y los coches carecían de uso, pero desde el final de ese verano se convirtió en una operación puramente estacional. El precio de compra del ferrocarril fue de 250.000 libras esterlinas y se pagaron otras 25.000 libras por las modificaciones de la señalización en Paignton. La mayor parte de este coste se recuperó de la venta de terrenos excedentes del ferrocarril, principalmente en Goodrington (que posteriormente se desarrollaron como apartamentos), y en Kingswear (donde se convirtieron en un puerto deportivo). El Royal Dart Hotel en Kingswear se vendió posteriormente. British Rail retuvo la propiedad de la línea desde el sur de la estación de Queen's Park hasta un punto adyacente al final de los apartaderos en Goodrington, incluida la estación operada bajo un acuerdo y que fue adquirida por la DVR Company en el año 2000. Una sección corta justo al sur del paso a nivel de Sands Road en Paignton y el propio paso siguen siendo propiedad de Network Rail.
Se abrió una estación independiente junto a la estación principal en Paignton, conocida como "Queens Park", para dar servicio a los trenes de Kingswear en la ubicación de los antiguos apartaderos del Parque. La línea se comercializó inicialmente como "Torbay Steam Railway",, pero se cambió a "Torbay and Dartmouth Railway", luego a "Paignton and Dartmouth Steam Railway" y por último a "Dartmouth Steam Railway", como parte del nombre de la Dartmouth Steam Railway and Riverboat Company. Sigue siendo propiedad de The Dart Valley Railway Limited (el término "Light" se eliminó en 1999, y dejó de ser una sociedad limitada en 2018).
El servicio de verano de 1973 contó con la locomotora LNER Clase A3 4472 Flying Scotsman cuatro días a la semana, recién llegada de su financieramente desastrosa estancia en los Estados Unidos. El primer tren salía a las 07:28 desde Paignton y el último regresaba a las 22:03 en los días punta de la temporada alta. En 1974 el servicio se redujo a seis trenes por sentido. 1974 fue un mal año para la empresa desde el punto de vista financiero y en 1975 el tráfico se redujo a cuatro trenes por sentido, junto con un llamamiento a los trabajadores voluntarios. Posteriormente, algunos trenes de verano tuvieron que alargarse hasta los diez o más coches, y se restableció la vía de apartado para el cruce de trenes en Churston, que en 1979 se equipó con señales luminosas controladas por una nueva caseta de señales en su ubicación original, lo que hizo posible un servicio por hora en la temporada alta. Los sábados, había muchos pasajeros para los campamentos de vacaciones en el área de Brixham, y solo circulaban tres trenes entre Paignton y Churston. En 1981, la mesa giratoria de los apartaderos de British Rail en Goodrington se trasladó a Churston, al norte de la estación, y se alineó con el antiguo ramal de Brixham. En 1991, el control de toda la señalización se trasladó a una nueva caseta situada en Britannia Crossing, cerca de Kingswear. En 1993 se abrió un taller de locomotoras en Churston y tres años después se inauguró un taller de coches de pasajeros. El 24 de enero de 1993 se inauguró un nuevo paso a nivel justo al norte de Kingswear para dar servicio al puerto deportivo de Darthaven, controlado desde la caja de señales de Britannia con la ayuda de un circuito cerrado de televisión.
En 2007, se restableció la vía de apartado pasante para el cruce de trenes en Goodrington Sands, junto con los apartaderos de coches con el fin de disponer de más espacio para almacenar material rodante. En 2011, se abrieron nuevas oficinas para el ferrocarril y los barcos en Kingswear al estilo de una gran caseta de señales con el estilo del GWR. Al año siguiente, se reconstruyó la estación del Ferrocarril de Vapor de Dartmouth en Paignton también al estilo del GWR, y se abrió una nueva estación sin personal en Greenway Halt (una parada que se realiza a demanda) para dar acceso a Greenway Estate, la antigua mansión que fue propiedad de la escritora Agatha Christie. Goodrington Sands se convirtió en una parada a demanda para el horario de invierno solo en 2016, pero sigue siendo una parada programada en otras épocas del año.

## Propiedad
La Dart Valley Railway Company Ltd se formó inicialmente para comprar los terrenos, la infraestructura y las estaciones de la línea de Totnes a Ashburton, que ahora se conoce como el Ferrocarril del Sur de Devon patrimonial. El 30 de diciembre de 1972, la línea de Paignton a Dartmouth también fue vendida a la Dart Valley Railway Company Ltd por el Ministerio de Transporte.
El 8 de febrero de 2010, el South Devon Railway Trust (grupo titular del Ferrocarril del Sur de Devon patrimonial) compró la propiedad absoluta de la línea de Totnes a Ashburton  a la Dart Valley Railway plc. Hasta 2016, un empresario con sede en las Islas del Canal fue el principal accionista de la compañía, hasta que vendió la totalidad de su participación del 29,99% en al empresario y entusiasta de los trenes de vapor, Jeremy Hosking. La empresa dejó de ser sociedad anónima el 29 de noviembre de 2018.

## Operación
La base de operaciones está en Paignton, donde se encuentra una cochera. Se llevan a cabo revisiones importantes de las máquinas en Churston, donde hay un taller de locomotoras en el lado oeste de la vía, y un taller de pintura y una mesa giratoria en el lado este.
Cuando el ferrocarril patrimonial se hizo cargo, solo había una vía, por lo que se utilizó la operación de "una sola locomotora de vapor". En julio de 1979, se pusieron en uso en Churston una vía pasante de apartado y su enclavamiento con señales eléctricas de aspecto múltiple. Esto permitió que dos trenes operaran a la vez en los días de más demanda. La sección de Churston a Kingswear siguió siendo operada con "una sola locomotora de vapor", pero de Churston a Paignton fue operada mediante la entrega manual de un testigo, hasta que se instaló el "sistema de señales eléctricas" en 1980. La antigua caseta de señales fue reemplazada en 1991 por una nueva situada en Britannia Crossing.

## Ruta

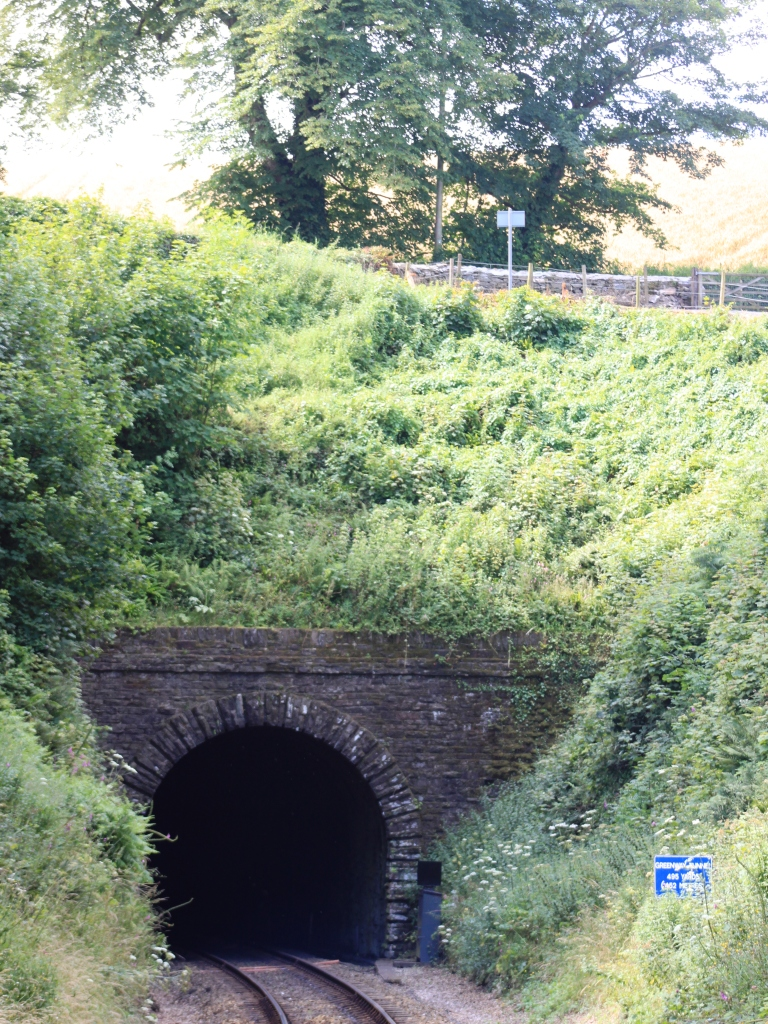
Túnel de Greenway

La ruta se describe mirando hacia delante desde Paignton hasta Kingswear, lo que deja el mar a la izquierda y el río Dart a la derecha. En total, la línea tiene 6 millas y 57 cadenas de largo (10.8 km) y comienza desde su propio andén en Paignton (también conocido como Paignton Queens Park). El cobertizo para locomotoras operativas está construido en el extremo sur del edificio de la estación, aunque el suministro de carbón se realiza en el extremo norte, junto a la entrada utilizada por los pasajeros. Inmediatamente después de la estación, la línea cruza Sands Road en un paso a nivel. La segunda vía, a la derecha, es utilizada por el GWR y CrossCountry para acceder a los apartaderos para los cocches de pasajeros de Network Rail. Existe una conexión entre las dos líneas que permite que los trenes de Network Rail puedan acceder a las vías del tren de vapor. Normalmente lo utilizan los recorridos en tren de la línea principal que se ejecutan en el tren de vapor a Kingswear.
Frente a los apartaderos de vagones de Network Rail, a la derecha, hay un apartadero construido por el tren de vapor para almacenar equipos de ingeniería, pero ahora en su mayor parte sin uso, ya que se adquirieron los apartaderos junto a la estación de Goodrington Sands. El tren ahora hace escala en la estación de Goodrington Sands (anteriormente apeadero). Detrás del andén a la derecha hay más vías de apartadero que se transfirieron al tren de vapor en 2007. Hay dos andenes en Goodrington Sands, que también pueden actuar como una estación de paso, aunque todos los trenes normales están programados para pasar por Churston.
Desde la parada inicial, la línea comienza su ascenso por una pendiente pronunciada (inicialmente 1 en 71, disminuyendo ligeramente a 1 en 93 y luego subiendo a 1 en 60 antes de estabilizarse justo antes de Churston) detrás de las casetas que bordean la playa de Goodrington. El Sendero de la Costa Sudoeste (que recorre un total de 630 millas (1014 km)) sigue junto a la vía de la derecha. A medida que el tren pasa por Goodrington Sands, Saltern Cove y Broadsands, se pueden apreciar las vistas panorámicas de un paisaje de interés geológico (que forma parte de la Red Mundial de Geoparques UNESCO). Después de un pequeño promontorio, el tren pasa por la apartada Saltern Cove (un sitio de especial interés científico por su geología y biología marina) y por Armchair Rock. A continuación gira hacia tierra adentro a la derecha para pasar primero sobre el viaducto de 72 yardas (66 m) de Broadsands y luego hacia la izquierda sobre el viaducto de 148 yardas (135 m) de Hookhills, antes de llegar al punto más alto de la línea en Churston. La última media milla hasta Churston es particularmente difícil de operar, ya que tiene la pendiente más pronunciada, está en una curva pronunciada y se encuentra situada en un desmonte donde a menudo se deposita humedad sobre los raíles. Al acercarse a la estación, la plataforma giratoria y los apartaderos se ven a la izquierda. Aquí es donde el ramal de Brixham branch se conectaba al de Kingswear. El taller de pintura (a la izquierda) está situado en el antiguo andén de la bahía de Brixham. El taller principal de locomotoras está a la derecha, detrás del segundo andén. Por aquí es por donde pasan normalmente los trenes.
Desde este punto, la línea desciende, suavemente al principio (1 en 132, luego está a nivel) antes de aumentar a 1 en 77 en el puente de Kennels Lane, pasando por debajo de Greenway Road y discurriendo paralela al arroyo en Hook Bottom, con Brim Hill a la derecha y pasando la Vía Verde del Apeadero a mano derecha. Poco después de la parada, la pendiente disminuye a 1 en 100 cuando el tren pasa por el túnel de Greenway de 495 yardas (453 m) de largo. Al salir del túnel, la pendiente aumenta a 1 en 66 y el río Dart aparece a la derecha cuando el tren pasa sobre el viaducto de Greenway. La línea continúa con una pendiente de en 1 en 66 a través de Long Wood, una propiedad de la Fundación Nacional para Lugares de Interés Histórico o Belleza Natural, y gira hacia el este al abandonar el trazado original, que continúa de frente en un desmonte, con una caseta en el lecho de la vía. Luego gira hacia el oeste sobre el terraplén construido a principios de la década de 1920 en Longwood Creek. La marina de Noss se puede ver a la derecha. Una vez que se alcanza casi el nivel del río, los árboles se dejan atrás a medida que se recupera el curso original. El tren pasa sobre el Britannia Crossing, un paso a nivel sobre la carretera A379 a medida que se acerca al Ferry Dartmouth Higher. Desde el enclavamiento situado aquí se controla la señalización de toda la línea. Entre este punto y Kingswear, la línea se construyó en su mayor parte en la orilla del río, y está acompañada por un sendero a la derecha y aísla una bahía a la izquierda, anteriormente conocida como Ballast Cove. Después de esto, hay un apartadero largo a la izquierda y apartaderos más cortos a la derecha que también son cruzados por Hoodown Crossing, que da acceso al taller de Dart Harbor de la Autoridad de Navegación a la derecha, y a una carretera en el lado norte de Waterhead Creek. Después de cruzar el arroyo por el viaducto de Waterhead, la línea gira hacia la derecha, quedando la plataforma de la vía de la bahía a la izquierda. Luego se pasa por el Cruce de la Marina y se llega al andén cuando la línea accede a la Estación de Kingswear. Un largo puente del sendero cruza todo el ancho de la estación. El otro extremo del andén está cubierto por un techo tipo marquesina y luego por un cobertizo de madera, una estructura catalogada de Grado 2, al estilo de los edificios ideados originalmente por Isambard Kingdom Brunel (que fallecería más de cuatro años antes de que se construyera la estación). El estacionamiento para botes y automóviles junto a la estación es parte del puerto deportivo de Darthaven y alguna vez fue un concurrido depósito de mercancías en el muelle con servicio ferroviario.
El ferry que cruza el río Dart hasta Dartmouth sale del pontón que está al lado de la estación. La Estación de Dartmouth es única en el sentido de que nunca ha visto un tren, ya que los pasajeros siempre han llegado hasta allí por medio del ferry de Kingswear. Este edificio catalogado de Grado 2 ahora es un restaurante, y los quioscos anexos ofrecen servicios de reserva de barcos y trenes.

## Material rodante

### Locomotoras de vapor
| Imagen | Número                 | Clase               | Ruedas  | Construcción | Adquisición | Notas |
| ------ | ---------------------- | ------------------- | ------- | ------------ | ----------- | --- |
|        | 2253 Omaha             | USATC S160          | 2-8-0   | 1943         | 2020        | La 2253 fue construida por Baldwin y llevada al Reino Unido en mayo de 1943, donde fue prestada al LNER y operada desde el depósito de Neville Hill en Leeds. Después del Día D, se devolvió al Stock del Cuerpo de Transporte del Ejército Unido (USATC) y se llevó a Francia, pero después de la guerra se vendió al Ferrocarril Estatal Polaco y se convirtió en la TR2003-288. En 1992 se compró para el Ferrocarril de North Yorkshire Moors pero se vendió en 2013 y se exhibió en el Museo Locomotion en Shildon. Restaurada para funcionar en 2019 con una nueva librea color ciruela basada libremente en los colores de la Canadian Pacific, y denominada Omaha, se trasladó a Paignton en febrero de 2020. |
|        | 3803                   | GWR 2884            | 2-8-0   | 1939         | 2022        | Esta locomotora de mercancías del Great Western Railway fue retirada por British Railways en julio de 1963 y vendida a Woodham Brothers como chatarra. Se vendió y se llevó al Ferrocarril del Sur de Devon en noviembre de 1983 para restaurarla y entró en servicio allí en 2005. Se vendió al Ferrocarril de Vapor de Dartmouth en 2022 junto con los restos de una locomotora similar, la No. 2873. |
|        | 4110                   | GWR 5101            | 2-6-2 T | 1936         | 2019        | La 4110 fue construida en 1936 en los Talleres de Swindon. Fue rescatada del depósito de chatarra de Woodham Brothers en Barry (Gales) en 1979 y ha estado en varios ferrocarriles, pero aún no se ha completado su restauración. Llegó al Ferrocarril de Vapor de Dartmouth en 2019 desde el Ferrocarril del Oeste de Somerset, pero en enero de 2020 se llevó al Ferrocarril del Este de Somerset para su restauración y operará allí durante tres años cuando se complete su reparación. |
|        | 4277 Hercules          | GWR 4200            | 2-8-0 T | 1920         | 2008        | La 4277 fue construida en 1920 en los Talleres de Swindon. Pasó la mayor parte de su vida útil en Gales del Sur remolcando trenes de mercancías y se retiró en 1964 de Aberbeeg. Se vendió al desguace de Woodham Brothers, y permaneció en su depósito de chatarra en Barry hasta 1986, cuando fue comprado por un propietario privado. Se vendió al Ferrocarril de Vapor de Paignton y Dartmouth en 2008. |
|        | 4555                   | GWR 4500            | 2-6-2 T | 1924         | 1973        | La 4555 fue construida en 1924 en los Talleres de Swindon. Llegó a Paignton en 1973. Se trasladó al Ferrocarril del Este de Somerset, cedida desde marzo de 2020. |
|        | 5239 Goliat            | GWR 5205            | 2-8-0 T | 1923         | 1976        | La 5239 se construyó en los Talleres de Swindon en 1923, y tuvo su base en Neath hasta que se retiró en 1963. Al igual que su compañera de clase, la máqunina No. 4277, se vendió a Woodham Brothers como chatarra, pero al final recaló en el Ferrocarril de Dart Valley. Se trasladó a Newton Abbot en 1973, donde se inició su restauración, aunque se completó después de su traslado a Paignton el 22 de junio de 1976. Entró en servicio en 1978, siendo la locomotora tanque más potente que se conserva. Llegó a la línea de Dartmouth en 1976, siendo restaurada a condiciones operativas en 1978. |
|        | 7827 Lydham Manor      | GWR 7800            | 4-6-0   | 1950         | 1973        | Construida en 1950 en los Talleres de Swindon, la 7827 se retiró en 1965 y se vendió al desguace de Woodham Brothers como chatarra, de donde la compró el Ferrocarril de Dart Valley en 1970. Se llevó a Ashburton y luego se trasladó a Newton Abbot, donde se completó su restauración. Ha operado trenes en la línea de Dartmouth desde Pascua de 1973, pero en enero de 2023 estaba fuera de servicio en espera de una revisión. |
|        | 75014 Corazón Valiente | BR Clase Standard 4 | 4-6-0   | 1951         | 2002        | Construida en 1951 en los Talleres de Swindon, pero asignada a la Región Londres Midland hasta que se retiró en 1964. Se vendió a Woodham Brothers como chatarra, desde donde se compró para su restauración en 1981. Regresó al servicio en 1994, con base en el Ferrocarril de North Yorkshire Moors, y se vendió al Ferrocarril de Vapor de Dartmouth en 2002. Después de una revisión importante, volvió a funcionar en 2016. |

### Locomotoras diésel
| Imagen | Número        | Clase    | Ruedas | Construcción | Adquisición | Notas |
| ------ | ------------- | -------- | ------ | ------------ | ----------- | --- |
|        | D2192 Titan   | Clase 03 | (-)    | 1961         | 1977        | La D2192 perteneció a British Rail entre 1961 y 1969. Fue vendida al Ferrocarril de Dart Valley en 1970, pero se trasladó al Ferrocarril de Vapor de Torbay el 24 de julio de 1977. |
|        | 03371 (D2371) | Clase 03 | (-)    | 1958         | 2015        | La D2371 entró en servicio con British Rail en 1958. Posteriormente fue renumerado como 03371 y retirada en 1987. Se conservó en Rowden Mill en 1988, pero se trasladó al Ferrocarril de Vapor de Dartmouth el 2 de febrero de 2015. |
|        | D3014 Samson  | Clase 08 | (-)    | 1952         | 1989        | La D3014 fue operada por British Rail desde 1952 hasta 1972. Se vendió a la Junta Nacional del Carbón en 1973 para su uso en el Valle de Merthyr. Más adelante se vendió al Ferrocarril de Paignton y Dartmouth, y llegó a Paignton el 4 de marzo de 1989. |
|        | D6975         | Clase 37 | (-)    | 1965         | 2018        | Construida en 1965 en la Vulcan Foundry, la D6975 se asignó por primera vez a Cardiff Canton y se volvió a numerar como 37275 en 1974. Después de retirarse en 1999, se vendió para ser conservada cinco años después, y terminó en el Ferrocarril del Sur de Devon patrimonial. En 2018, la locomotora se trasladó al Ferrocarril de Vapor de Dartmouth a cambio de la locomotora Clase 25 No. D7535, ya que se consideró más adecuada para los trenes más pesados de la línea. Tenía su base en Paignton. |

### Antiguos miembros de la flota DSR

#### Vapor
| Imagen | Número       | Clase    | Ruedas   | Construcción | Adquisición | Notas |
| ------ | ------------ | -------- | -------- | ------------ | ----------- | --- |
|        | 4588 Warrior | GWR 4575 | 2-6-2T T | 1927         | 1973- ?     | La 4588 tuvo su sede en Truro durante muchos años. Después de que se retiró, se vendió como chatarra, pero fue adquirida por el Ferrocarril de Dart Valley y se trasladó desde el depósito de chatarra de Barry en 1970. Se restauró en los Talleres de Swindon en 1971 y entró en servicio en Buckfastleigh. Se trasladó al Ferrocarril de Torbay & Dartmouth cuando se inauguró en 1973.                                              |
|        | 6412         | GWR 6400 | 0-6-0 PT | 1934         | 1972-1976   | Esta máquina 'tanque con alforjas' fue la primera locomotora de vapor que llegó antes de la apertura de la línea patrimonial. Había sido conservada por el Ferrocarril de Dart Valley desde 1965, y sería transferida para desempeñar su nuevo cometido en Paignton en diciembre de 1972. Fue vendida al Ferrocarril del Oeste de Somerset en 1976 pero se ha basado nuevamente en el Ferrocarril del Sur Devon patrimonial desde 2009. |

#### Diésel
| Imagen | Número                | Clase    | Ruedas | Construcción | Adquisición   | Notas |
| ------ | --------------------- | -------- | ------ | ------------ | ------------- | --- |
|        | D1013 Western Ranger  | Clase 52 | (-)    | 1962         | 1977-1978     | Locomotora diésel-hidráulica de la Clase 'Western', la 'Western Ranger' fue uno de las últimas de su tipo en operación, siendo retirada de Plymouth Laira en 1977. Inicialmente se conservó en Kingswear antes de mudarse al Ferrocarril de Severn Valley en 1978. |
|        | D1062 Western Courier | Clase 52 | (-)    | 1963         | 1977-1978     | La locomotora Western Courier de la Clase 'Western', se retiró en 1974 y se exhibió inicialmente en los Talleres de Swindon antes de venderse a la Western Locomotive Association en 1976. Tuvo su sede en Kingswear durante 1977 y 1978 antes de trasladarse al Ferrocarril de Severn Valley.                                                                             |
|        | D7535 Mercury (25185) | Clase 25 | (-)    | 1965         | 1984? - 2018  | La locomotora salió del ferrocarril en septiembre de 2018 y se trasladó al Ferrocarril del Sur de Devon a cambio de la Clase 37 D6975. |
|        | Enterprise            | 0-6-0 DM | (-)    | 1954         | 1970s - 1980s | Hudswell Clarke construyó esta máquina de 48 toneladas, una locomotora para probar el motor Paxman Hi-Dyne engine de 210 caballos, así como un novedoso sistema de acoplamiento hidráulico. Tuvo su base en Torbay durante varios años, donde se utilizó para maniobras y operaciones de trenes de ingeniería. Fue desguazada en Rotherham en 1992 o posiblemente después. |